# Jeziorko (powiat wieruszowski)
Jeziorko – wieś w Polsce, położona w województwie łódzkim, powiecie wieruszowskim w gminie Łubnice.
W latach 1975–1998 Jeziorko należało administracyjnie do województwa kaliskiego.
Przed 2023 r. Jeziorko było częścią wsi Ludwinów.

## Historia
Jak podaje Słownik geograficzny Królestwa Polskiego w 1880 roku istniała tu osada oraz folwark, w którym znajdował się tartak i młyn zajmujący się przemiałem kości. Całość urządzeń napędzała wtedy maszyna parowa o sile 14 KM. Jeziorko, jako folwark połączone było z niedaleką Brzozówką. Folwark Jeziorko zamieszkiwało wtedy około 50 osób rozlokowanych w jednym murowanym i 4 drewnianych domach. Całkowitą wielkość folwarku Brzozówka-Jeziorko określano na 451 mórg ziemi. 

## Demografia
Według danych z USC na 15 października 2019 r. zameldowanych jest tu 85 osób rozlokowanych w 29 domach mieszkalnych. 